# Ci penserà poi il computer
Ci penserà poi il computer è l'undicesimo album del gruppo italiano Nomadi. Venne pubblicato in Italia nel 1985. Per la prima volta al basso compare Dante Pergreffi, subentrato ad Umbi Maggi nel dicembre del 1984.

## Tracce
1. La deriva – 6:30 (testo: Fabrizio Urzino – musica: Fabrizio Urzino e Giuseppe Carletti)
2. La bomba – 4:27 (testo: Romano Rossi – musica: Giuseppe Carletti)
3. Bianchi e neri – 3:17 (Gisberto Cortesi)
4. Edith – 3:28 (testo: Cesare Cornella – musica: Mauro Fumai)
5. Nuvole basse – 3:07 (testo: Marco Dallari – musica: Franco Ceccarelli)
6. Agguanta il leone – 3:28 (testo: Romano Rossi e Christopher Dennis – musica: Giuseppe Carletti)
7. Tra loro – 5:09 (testo: Cesare Cornella – musica: Mauro Fumai)
8. Lontano – 4:08 (testo: Fabrizio Urzino – musica: Fabrizio Urzino e Giuseppe Carletti)
9. Il pilota di Hiroshima – 3:13 (testo: Romano Rossi e Christopher Dennis – musica: Giuseppe Carletti)
10. Sempre di corsa – 4:56 (Paolo Vaccari)

## Formazione
- Augusto Daolio – voce
- Beppe Carletti – tastiere
- Chris Dennis – chitarra, violino
- Dante Pergreffi – basso
- Paolo Lancellotti – batteria